# Altmoorhausen
Altmoorhausen ist ein Ortsteil der Gemeinde Hude im niedersächsischen Landkreis Oldenburg und liegt gut sieben Kilometer südwestlich des Huder Ortskerns.
Die Landesstraße L871 verbindet Altmoorhausen mit der Anschlussstelle Hatten der Bundesautobahn 28 in zwei Kilometern südlicher Entfernung und der am Nordrand des Ortes verlaufenden Landesstraße L868 von Oldenburg nach Hude.